# Ultraviolet (film)
Ultraviolet este un film american din 2006, regizat și scris de Kurt Wimmer și produs de Screen Gems. A fost lansat pe 3 martie 2006.